# Richard Robarts
Richard Andrew Robarts, född 22 september 1944 i Bicknacre i England, är en brittisk racerförare.

## Racingkarriär
Robarts kvalificerade sig till tre formel 1-lopp för Brabham säsongen 1974. Han kom som bäst på femtonde plats i Brasilien 1974. 

## F1-karriär
| Säsong | Stall/Tillverkare                         | Poäng | Placering |
| ------ | ----------------------------------------- | ----- | --------- |
| 1974   | Brabham-Ford Williams (Iso Marlboro-Ford) | 0     | –         |